# Un grand sommeil noir (Varèse)
Pour les articles homonymes, voir Un grand sommeil noir (homonymie).
Un grand sommeil noir est une courte pièce pour voix (soprano) et piano d'Edgard Varèse composée en 1906 sur un poème de Paul Verlaine. Il s'agit de la plus ancienne pièce de Varèse dont la partition nous soit parvenue et la seule représentante de sa « première période » (la pièce suivante, Amériques, date de 1921).

## Poème
Ces trois quatrains sont extraits du recueil Sagesse de Verlaine.
« Un grand sommeil noir

Tombe sur ma vie :

Dormez, tout espoir,

Dormez, toute envie!

Je ne vois plus rien,

Je perds la mémoire

Du mal et du bien...

O la triste histoire!

Je suis un berceau

Qu'une main balance

Au creux d'un caveau :

Silence, silence! »

## Nomenclature et structure
Un grand sommeil noir est écrit pour voix de soprano et piano. Il s'agit d'une pièce courte, durant environ trois minutes.

## Orchestration
Une version orchestrale a été réalisée par Antony Beaumont.

## Discographie
- Mireille Delunsch et François Kerdoncuff en 1998 (London classics)
- Elizabeth Watts et Christopher Lyndon‐Gee en 2008 (Naxos)
- Philippe Jaroussky et Jérôme Ducros en 2014 (Parlophone)
- Sarah Aristidou et Daniel Barenboim en 2021 (Alpha Classics)